# Mehrshahr
Mehrshahr (persană مهرشهر) este un oraș din provincia Alborz, Iran.